# Van Dykes
Las Van Dykes fueron un grupo itinerante de lesbianas separatistas veganas, fundado en 1977 en Estados Unidos por Heather Elizabeth y Ange Spalding. Las integrantes del grupo se identificaban como lesbianas y vivían en furgonetas, viajando por Canadá, Estados Unidos y México, deteniéndose solo en tierras de mujeres.

## Trayectoria
En 1976, Heather Elizabeth Nelson, su exnovia Chris Fox y otra pareja de lesbianas compraron una granja en ruinas a setenta millas de Toronto en un intento de crear una tierra de mujeres donde se practicara la autosuficiencia agrícola, el separatismo y la no monogamia. En un viaje por carretera a Toronto, Elizabeth conoció a Ange Spalding, que llevaba un año viviendo en su furgoneta. Juntas, Elizabeth y Spalding formaron las Van Dyke. Spalding adoptó el nombre de Brook Van Dyke, mientras que Elizabeth se convirtió en Heather Van Dyke y, más tarde, en Lamar Van Dyke (en honor a Hedy Lamarr). Chris Fox se convirtió en Thorn Van Dyke. Las Van Dykes se afeitaban la cabeza, evitaban a los hombres a menos que fuera necesario y creían que el mundo estaba siendo sometido a envenenamiento por testosterona. 
Después de conducir a Texas, varias mujeres más se unieron a la caravana: Judith Van Dyke, novia de Thorn, Sky Van Dyke y Birch Van Dyke. Juntas, las seis Van Dyke condujeron cuatro furgonetas hasta la Península de Yucatán, donde visitaron Chichén Itzá. La caravana permaneció en Cozumel durante varias semanas, en casa de una lesbiana llamada Paloma. En Cozumel, las Van Dykes fueron arrestadas por la policía mexicana por cargos poco claros y retenidas en la cárcel durante varias horas. El intento de conducir a Belice fue abortado y las Van Dykes regresaron a Estados Unidos. 
Las Van Dykes visitaron tierras de mujeres en Arizona, Arkansas, California, Florida, Carolina del Norte, Oregón, Texas y Nuevo México. Después de que Judith Van Dyke conociera en San Francisco a las feministas Patrick Califia y Gayle Rubin, afiliadas a un grupo lésbico de BDSM llamado Samois, las Van Dykes abrazaron la cultura sadomasoquista (S/M) y del cuero. En 1979, las Van Dykes crearon el primer taller de S/M en el Michigan Womyn's Music Festival, lo que causó controversia.
Lamar Van Dyke relató las aventuras de las Van Dykes en un cómic titulado Van Dyke Comix.